# Andrés Llinás
Andrés Llinás, né le 23 juillet 1997 à Bogota en Colombie, est un footballeur international colombien qui évolue au poste de défenseur central au Millonarios FC.

## Biographie

### En club
Né à Bogota en Colombie, Andrés Llinás est formé par le Millonarios FC, qu'il rejoint en 2006 à l'âge de neuf ans. Il fait toutefois ses débuts en professionnel au Valledupar FC, où il est prêté durant l'année 2018.
Il fait ensuite son retour au Millonarios. Il joue son premier match en équipe première le 8 novembre 2020, face à l'América de Cali. Titulaire lors de cette partie, il voit son équipe l'emporter par deux buts à zéro.
Llinás inscrit son premier but en professionnel le 22 août 2021, lors d'une rencontre de championnat face à l'Independiente Medellín. Il participe ainsi à la victoire de son équipe par deux buts à zéro.
Le 18 janvier 2022, Llinás prolonge son contrat avec Millonarios jusqu'en décembre 2024.
Le 23 février 2022, Llinás fait sa première apparition en Copa Libertadores, face aux brésiliens du Fluminense FC. Il est titularisé et son équipe est battue par deux buts à un.

### En équipe nationale
Andrés Llinás est convoqué pour la première fois avec l'équipe nationale de Colombie en août 2021. Il honore sa première sélection lors d'un autre rassemblement, le 16 janvier 2022, face au Honduras. Il entre en jeu en cours de partie à la place de Yeimar Gómez ce jour-là, et son équipe l'emporte sur le score de deux buts à un.

## Palmarès
Millonarios FC
- Championnat de Colombie (1) :
  - Champion : 2023.
- Coupe de Colombie (1) :
  - Vainqueur : 2022.